# Sorgue
De Sorgue is een Franse rivier in het departement Vaucluse met een lengte van 35 kilometer.
De rivier ontspringt in de Fontaine de Vaucluse, de grootste karstbron van Frankrijk en een van de grootste bronnen ter wereld.
De Sorgue verdeelt zich na het stadje L'Isle-sur-la-Sorgue in twee takken (la Sorgue de Velleron et la Sorgue d'Entraigues) die zich verder in de vallei nog verder opsplitsen in tientallen riviertjes, alle met een eigen naam.
Alle riviertjes stromen in de vlakte van de Sorgue (tussen L'Isle-sur-la-Sorgue en Avignon). De belangrijkste rivierarmen Entraigues en Velleron ontmoeten elkaar verderop terug en monden uit in de Ouvèze nabij Bédarrides.
Het Canal de Vaucluse (kan gezien worden als de derde belangrijkste arm van de Sorgue), scheidt zich bij Rode af van de Sorgue d'Entraigues, op een plaats genaamd Les Sept Espassiers, en stroomt dan naar Avignon waar het vervolgens uitmondt in de Rhône.